# Isla Freycinet
La isla Freycinet es una pequeña isla de Chile perteneciente a la parte sudoriental del archipiélago de Tierra del Fuego, en el extremo austral de América del Sur. 

## Características

La isla Freycinet, en la porción sudoriental del archipiélago de las islas Wollaston.

La isla Freycinet es un territorio insular situado en el sector sudeste del archipiélago de Tierra del Fuego, en la porción sudoriental del archipiélago de las islas Wollaston. Administrativamente, forma parte de la provincia Antártica Chilena, en la Región de Magallanes y de la Antártica Chilena, Se ubica dentro del Parque Nacional Cabo de Hornos y de la «Reserva de Biosfera Cabo de Hornos». Forma parte, junto con otros grupos insulares, del conjunto de islas situadas entre el meridiano que cruza el cabo de Hornos y el Atlántico, y entre el sector sudeste de la isla Grande de Tierra del Fuego y la isla Hornos. Posee un clima oceánico subpolar, frío y húmedo todo el año, con fuertes vientos, generalmente del cuadrante oeste. Presenta costas escarpadas, golpeadas por las olas del mar de la Zona Austral. Su altura máxima es de 335 m s. n. m. Su largo es de 8 km y su ancho en el sector medio es de 2 km. El centro de la isla se encuentra en las coordenadas: 55°46'35.33"S 67°12'46.64"O. 

### Accidentes geográficos
Al oeste se encuentra la isla Wollaston, de la cual está separada por el «paso Bravo» y en el sector sur,entre ambos, se encuentra un islote de 300 m de largo. Al sur se encuentra la isla Herschel, de la cual está separada por el «canal Franklin». Hacia el sudeste, las costas de la isla conforman una bahía, en donde se halla la «caleta Colón». El extremo este de la isla lo señala el «cabo Scourfield»; de dicha punta se desprende un islote. A la latitud de ese cabo, en dirección este, se encuentran las islas Barnevelt, mientras que hacia el sudeste se sitúa la isla Deceit, separada de Freycinet por el «paso Mar del Sur» que comprende en este sector a la bahía Arquistade.

### Asignación oceánica
La ubicación oceánica de la isla Freycinet fue objeto de debate. Según la Argentina es una isla atlántica al estar al este de la longitud fijada por el cabo de Hornos. En cambio, según la tesis denominada Delimitación natural entre los océanos Pacífico y Atlántico Sur por el arco de las Antillas Australes, se incluye en el océano Pacífico Sur; esta teoría, es la postulada como oficial por Chile, el país poseedor de su soberanía. La opinión de la OHI parece concordar con la argumentación argentina.

## Historia
La soberanía de la isla Freycinet fue reclamada por la Argentina como parte de la disputa limítrofe denominada Conflicto del Beagle, hasta la resolución del diferendo en 1984 con la firma del Tratado de Paz y Amistad entre la Argentina y Chile, donde esta isla quedó definitivamente dentro del área reconocida como de soberanía chilena.
Como legado de la disputa ha quedado en la isla Freycinet un campo sembrado con minas antipersonales instalado por la Armada de Chile.